# Peter Lang (Dirigent)

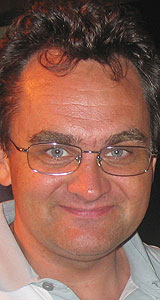
Peter Lang

Peter Klaus Lang (* 17. August 1964 in Salzburg) ist ein österreichischer Dirigent und Sohn von Gerhard (1931–2024), ehem. Kapellmeister der Wiener Sängerknaben und Aufnahmeleiter beim ORF, und Melitta Lang (* 1937).

## Leben
Peter Lang beendete am 20. Jänner 1988 sein Studium an der Hochschule für Musik und darstellende Kunst in Wien in den Fächern Musikerziehung und Instrumentalmusikerziehung mit den Schwerpunkten Gesang und Dirigieren (bei Herwig Reiter, Helmuth Froschauer, Erwin Ortner). Sein Debüt als Dirigent feierte er am 13. Juni 1983 mit der „Krönungsmesse“ von Wolfgang Amadeus Mozart.
Zwischen 1986 und 1989 war Peter Lang als Kapellmeister und Chorerzieher bei den „Wiener Sängerknaben“ engagiert. Im Jahre 1988 übernahm er als künstlerischer Leiter die Chorvereinigung „Singkreis Cantate Domino“, aus dem sich später der „Chor Curiositas“ entwickelte, der unter seiner Leitung bis zum heutigen Tag hauptsächlich in Wien auftritt. Zusätzlich hatte Peter Lang zwischen 1989 und 1991 die Chorleitung des „Wiener Männergesangvereins“ inne.
Zwischen 1994 und 1995 übernahm er die Leitung der „Mozart Sängerknaben“ jedoch löste sich dieser Chor 1995 auf. Noch im selben Jahr gründete Peter Lang den Nachfolgechor „Amadeus Knabenchor Wien“, der 2006 in Mozart Knabenchor Wien umbenannt wurde. Mit diesem Chor tourt er noch heute durch Europa, Asien, Südamerika und die ganze Welt.
Seit 1991 unterrichtet Peter Lang Stimmbildung am Konservatorium der Stadt Wien und hält zusätzlich Fachseminare für Kinderstimme und Chor. Zusätzlich wird er regelmäßig von diversen Chören als Dirigent größerer Werke eingeladen wird. Von 2008 bis 2016 war er zusätzlich künstlerischer Leiter des Kirchenchores der Pfarre Leopoldau. Weiters ist er Dirigent des Chores der Pfarrkirche Sankt Stephan Tulln.
Peter Lang hat drei Kinder.

## Repertoire
Sein Repertoire liegt hauptsächlich in der Klassik, jedoch führt er auch viele Werke lebender Komponisten (ur-)auf. Z. B. von: Ivan Eröd, Herwig Reiter, Gerhard Track.
Viele der Werke, die er aufführt, wurden bzw. werden auch von ihm gesetzt.

## Auszeichnungen
- 1988 Magister artium
- 2008 Goldener Wasserturm für die kulturellen Verdienste des Bezirks Favoriten

## Aufnahmen
Wolfgang Amadeus Mozart:
- Requiem (2000)
- Waisenhausmesse (2004)

Johann Sebastian Bach:
- Weihnachtsoratorium (1998)

Johannes Brahms:
- Ein Deutsches Requiem (2003)

Giacomo Puccini:
- Messa di Gloria (1991)

Joseph Haydn:
- Die sieben letzten Worte (2000)
- Te Deum (2002)
- Die Schöpfung (2005)

Franz Schubert:
- Messe in Es Dur (2003)

Ludwig van Beethoven:
- Messe in C-Dur (2002)

Felix Mendelssohn Bartholdy:
- Symphonie Nr. 2 B-Dur: „Lobgesang“ (2001)